# 能量寺

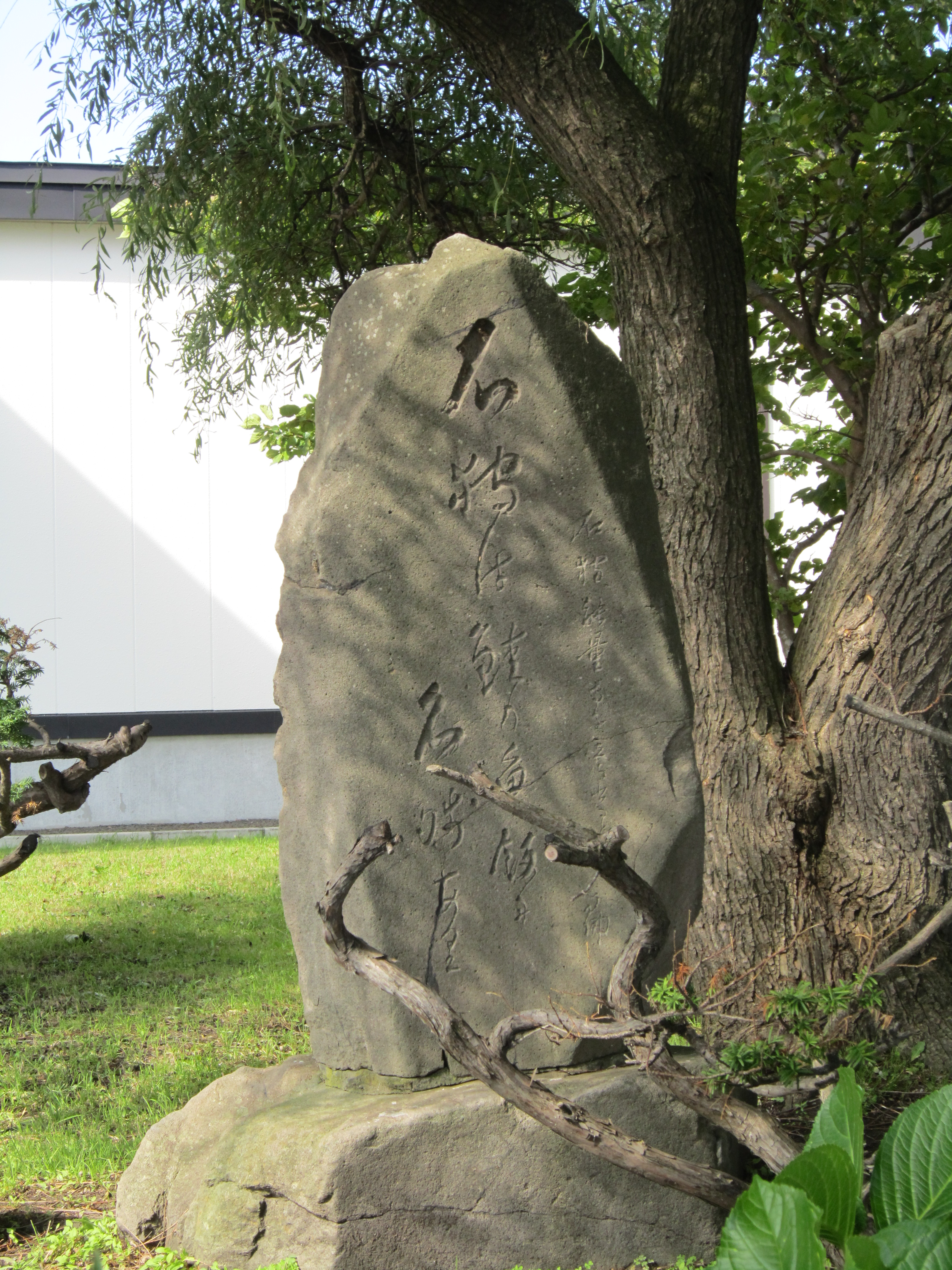
大谷句仏句碑

能量寺（のうりょうじ）は北海道石狩市親船町26にある真宗大谷派の寺院。幕末の石狩に建てられた4寺のひとつ。

## 歴史
1858年（安政5年）12月創建。
1867年（慶応3年）2月、玉川啓吉の居宅に「石狩道場」を仮設。
1875年（明治8年）12月、曽我信彦が札幌山鼻本願寺別院より宗祖の画像を持参し、玉川啓吉の貸家に説教所を仮設。
1876年（明治9年）6月、親船町北25番地に「真宗東派説教所」を建立。
1878年（明治11年）11月12日、開拓使函館支庁の許可を得て現在地に移転。
1879年（明治12年）、説教所を「能量寺」と改称。
1892年（明治25年）、本堂を新築。
1927年（昭和2年）と1928年（昭和3年）には、東本願寺第23世管長の大谷句仏が北海道布教のため来訪し、能量寺を拠点として活動した。
1945年（昭和20年）7月15日、一帯がアメリカ軍の空爆に見舞われる。このとき多くの人々が能量寺裏手のカシワ林に避難し、夜を明かしたという。
1947年（昭和22年）4月5日、三代目住職の飯尾円什が初代公選石狩町長に就任。3期12年を務める。
1950年（昭和25年）7月20日、大谷句仏が能量寺を発つ際に詠んだ俳句を刻んだ碑が建てられる。